# Catedral de Königsberg
La Catedral de Königsberg (en ruso: Кафедральный собор г. Калининграда; en alemán: Königsberger Dom) es un monumento de estilo gótico báltico situado en Kaliningrado, Rusia, situado en la isla Kneiphof en el río Pregel (Pregolya). Es el edificio conservado más importante de la antigua ciudad de Königsberg, que fue destruida en gran parte en la Segunda Guerra Mundial.
Dedicado a la Virgen María y a San Adalberto, fue construida como sede de los príncipes-obispos de Samland en el siglo XIV. Con el establecimiento del Ducado de Prusia, se convirtió en 1544 en la iglesia de la luterana Universidad Albertina. La catedral se quemó después de dos incursiones nocturnas de la RAF a finales de agosto de 1944; la reconstrucción comenzó después del movimiento de la Perestroika en 1992.

## Historia

### Construcción e historia hasta la Segunda Guerra Mundial

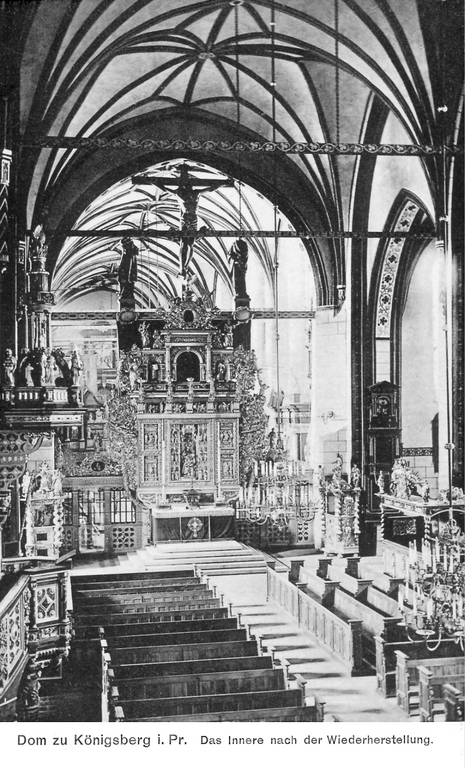
Vista del interior de la catedral hacia 1908.

Una primera catedral católica más pequeña fue erigida en la Ciudad Vieja entre 1297 y 1302. Después de que el obispo de Samland, Johann Clare, adquiriera la parte oriental de la isla de Kneiphof a los Caballeros Teutónicos en 1322, él y el capítulo de su catedral hicieron construir una nueva sede en el lugar y aseguraron su autonomía mediante un tratado de 1333 con el gran maestre Luther von Braunschweig.
Se considera que la construcción comenzó alrededor de 1330. El edificio original de la ciudad vieja fue demolido y sus materiales se utilizaron para construir la nueva catedral en Kneiphof. El terreno sobre el que se construyó la catedral era pantanoso, por lo que se enterraron cientos de tablones de roble antes de que pudiera comenzar la construcción de la catedral. Después de un período relativamente corto de casi cincuenta años, la catedral fue terminada en gran parte en 1380, mientras que las obras de los frescos interiores duraron hasta finales del siglo XIV.
El coro contenía murales de los siglos XIV y XV, tallas de madera del gótico tardío y monumentos medievales de estilo renacentista, el principal de los cuales era una estatua de Alberto, duque de Prusia, tallada por Cornelis Floris de Vriendt en 1570.
La catedral originalmente tenía dos agujas. Las agujas (una al norte y otra al sur) daban a la entrada (lado oeste) de la catedral. En 1544 las dos agujas fueron destruidas por el fuego. La aguja sur fue reconstruida, pero la aguja norte fue reemplazada por un simple tejado a dos aguas. En 1640 se construyó un reloj debajo de la aguja reconstruida, y a partir de 1650 la famosa Biblioteca Wallenrodt, donada por Martin von Wallenrodt, estaba situada bajo el tejado a dos aguas.
En 1695 se instaló un órgano en la catedral. En el siglo XIX, el órgano fue restaurado y luego renovado.
El 27 de septiembre de 1523, Johann Briesmann dio el primer sermón luterano en la catedral. Desde entonces, hasta 1945, la catedral fue protestante.
Alberto, duque de Prusia, y algunos de sus parientes, así como otros dignatarios, fueron enterrados en la catedral.

### Segunda Guerra Mundial
Königsberg fue la capital de Prusia Oriental desde la Baja Edad Media hasta 1945, y la ciudad alemana más grande del este hasta que fue conquistada por la Unión Soviética cerca del final de la Segunda Guerra Mundial.
A finales de agosto de 1944, los bombarderos británicos llevaron a cabo dos incursiones nocturnas en Königsberg. La primera incursión, los días 26 y 27 de agosto, no alcanzó a la mayor parte de la ciudad, pero la segunda, el 29 y 30 de agosto, destruyó la mayor parte del casco antiguo de Königsberg (incluido Kneiphof), y la catedral se vio afectada. La parte de la catedral directamente debajo de la aguja (la actual capilla luterana) es donde 20-25 ciudadanos de Königsberg sobrevivieron durante el segundo ataque aéreo. En 1992, cuando la reconstrucción comenzó, cientos de esqueletos, la mayoría de niños, fueron descubiertos bajo toneladas de escombros en ese lugar. La mayoritaria presencia de restos mortales de niños y el modo y las circunstancias de su entierro ponen en duda la identidad de los muertos como víctimas del ataque aéreo.

### Tras la Segunda Guerra Mundial

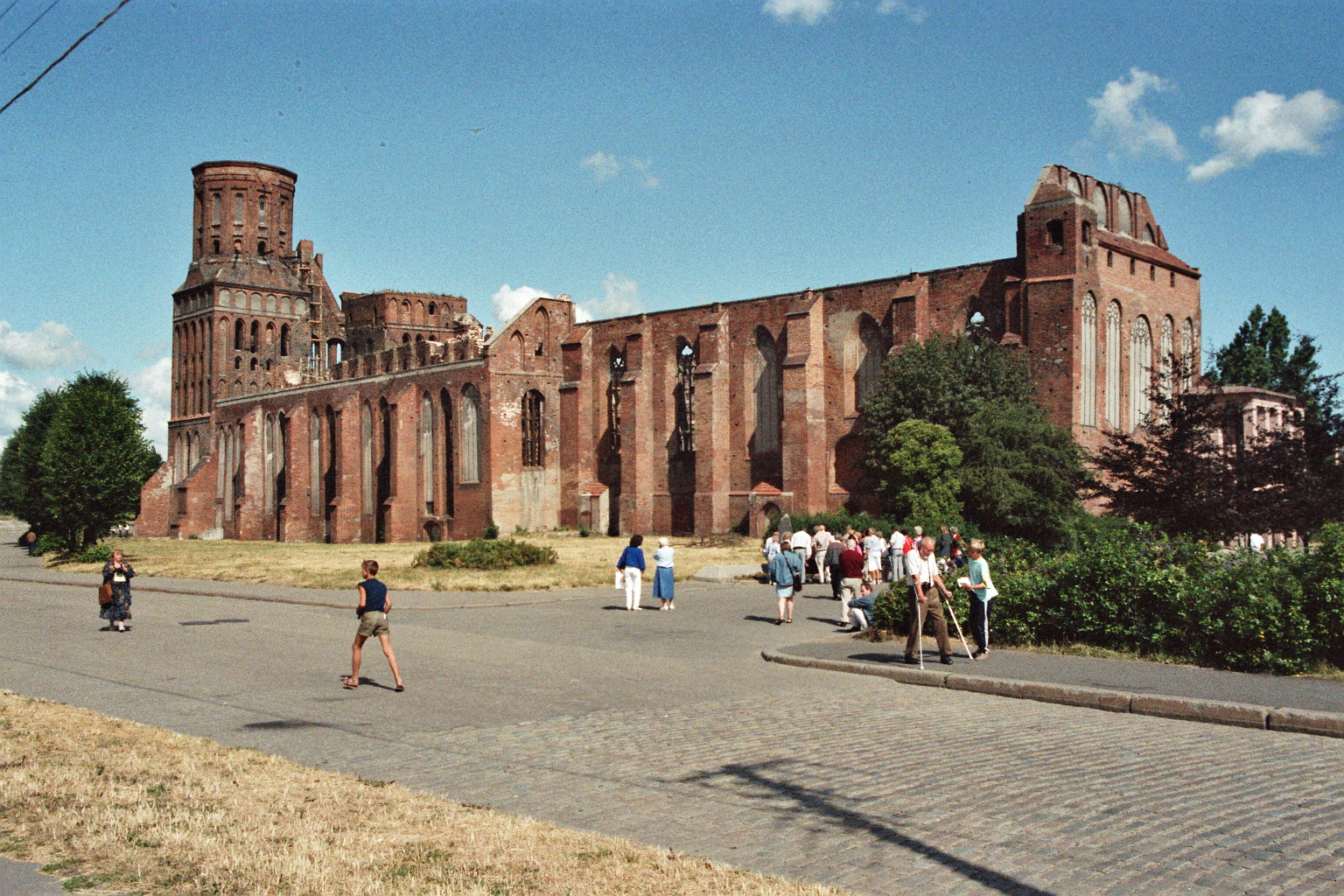
Aspecto de la catedral en 1982, antes de su restauración

Después de la guerra, la catedral permaneció con su estructura quemada y Kneiphof se convirtió en un parque sin ningún otro edificio. Antes de la guerra, Kneiphof albergaba numerosos edificios, siendo uno de ellos la primera sede de la Universidad Albertina, donde enseñó Immanuel Kant, que estaba situado junto al lado este de la catedral. Entre las nuevas construcciones cercanas se incluye la Casa de los Sóviets.
Poco después de que Kaliningrado se abriera a los extranjeros a principios de la década de 1990, comenzaron las obras de reconstrucción de la catedral. En 1994 se instaló una nueva aguja con un helicóptero. En 1995 se puso en marcha un nuevo reloj. El reloj tiene cuatro campanas (1.180 kg, 700 kg, 500 kg y 200 kg), todas fundidas en 1995. El reloj suena cada cuarto de hora. A la hora, el reloj hace sonar las primeras notas de la sinfonía n.º 5 de Beethoven, seguidas de un sonido monótono para indicar la hora. Entre 1996 y 1998 se trabajó en la construcción de la cubierta. También se trabajó en la colocación de vidrieras.
Un problema durante la reconstrucción fue la subsidencia experimentada por la catedral que había ocurrido con el tiempo. Incluso durante la época alemana, el hundimiento había sido evidente.
Hoy en día, la catedral tiene dos capillas, una luterana, la otra ortodoxa rusa, así como un museo. La catedral también se utiliza para conciertos.

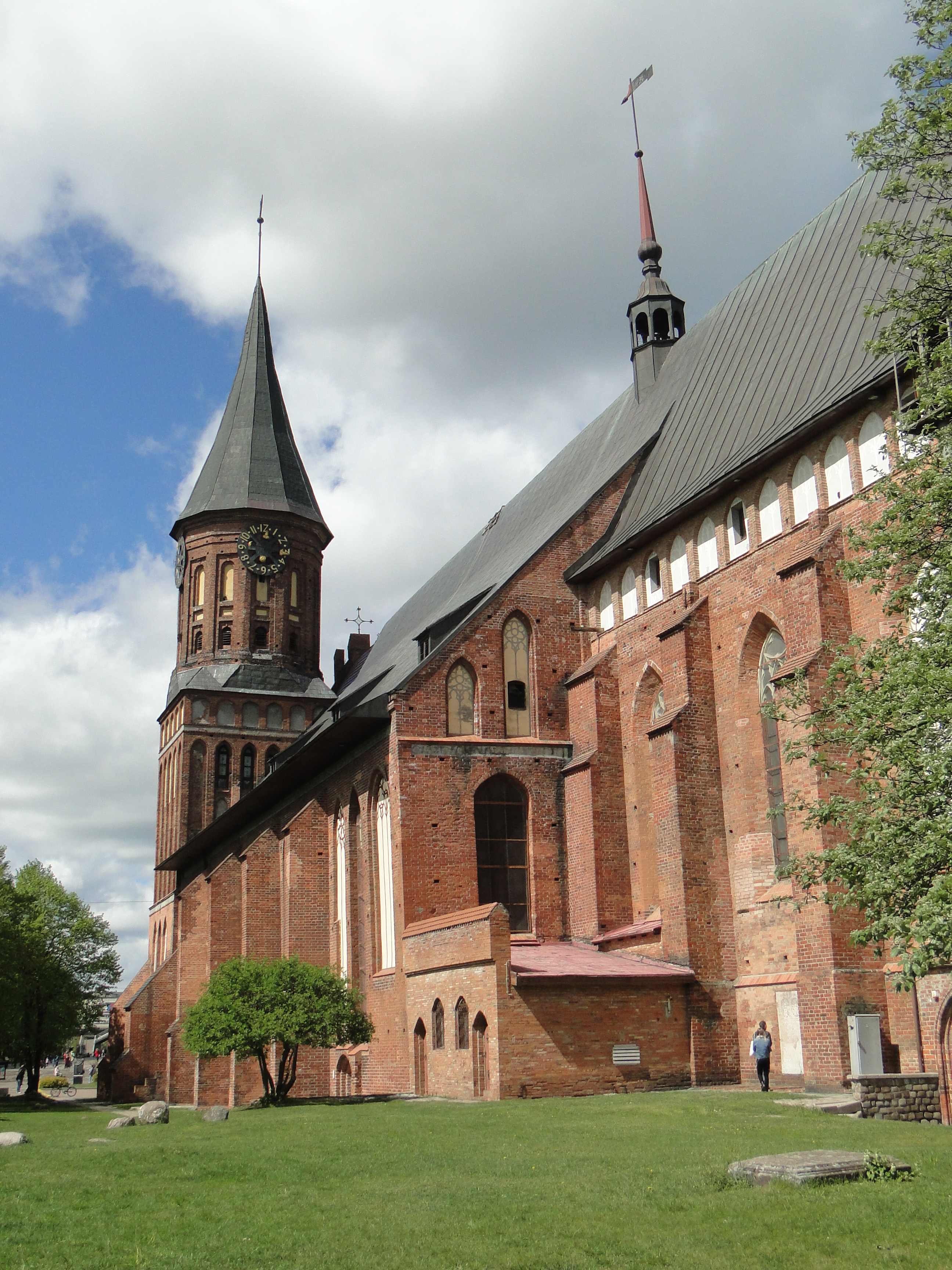
Catedral de Konigsberg (Kaliningrado)
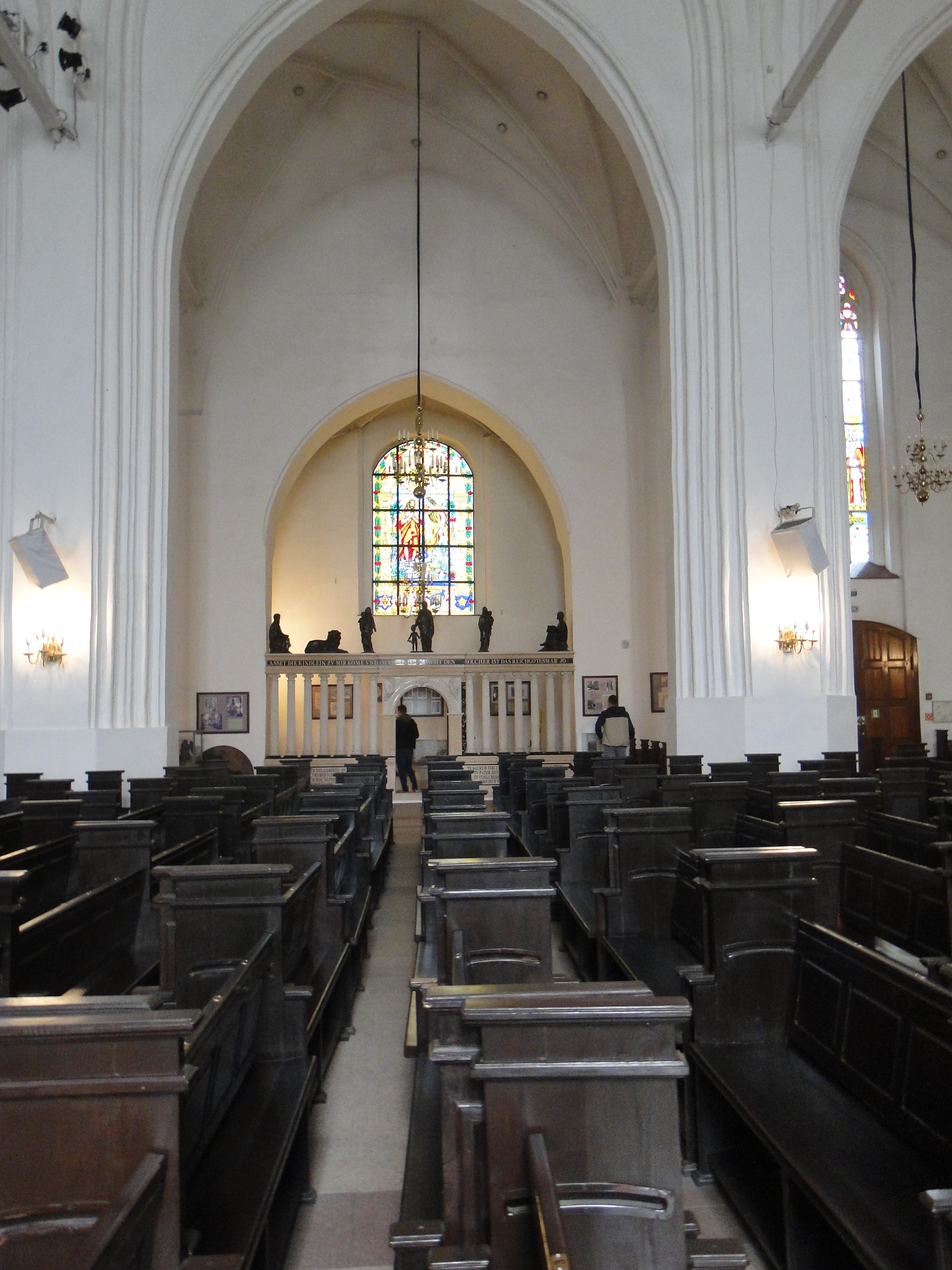
Dentro de la catedral
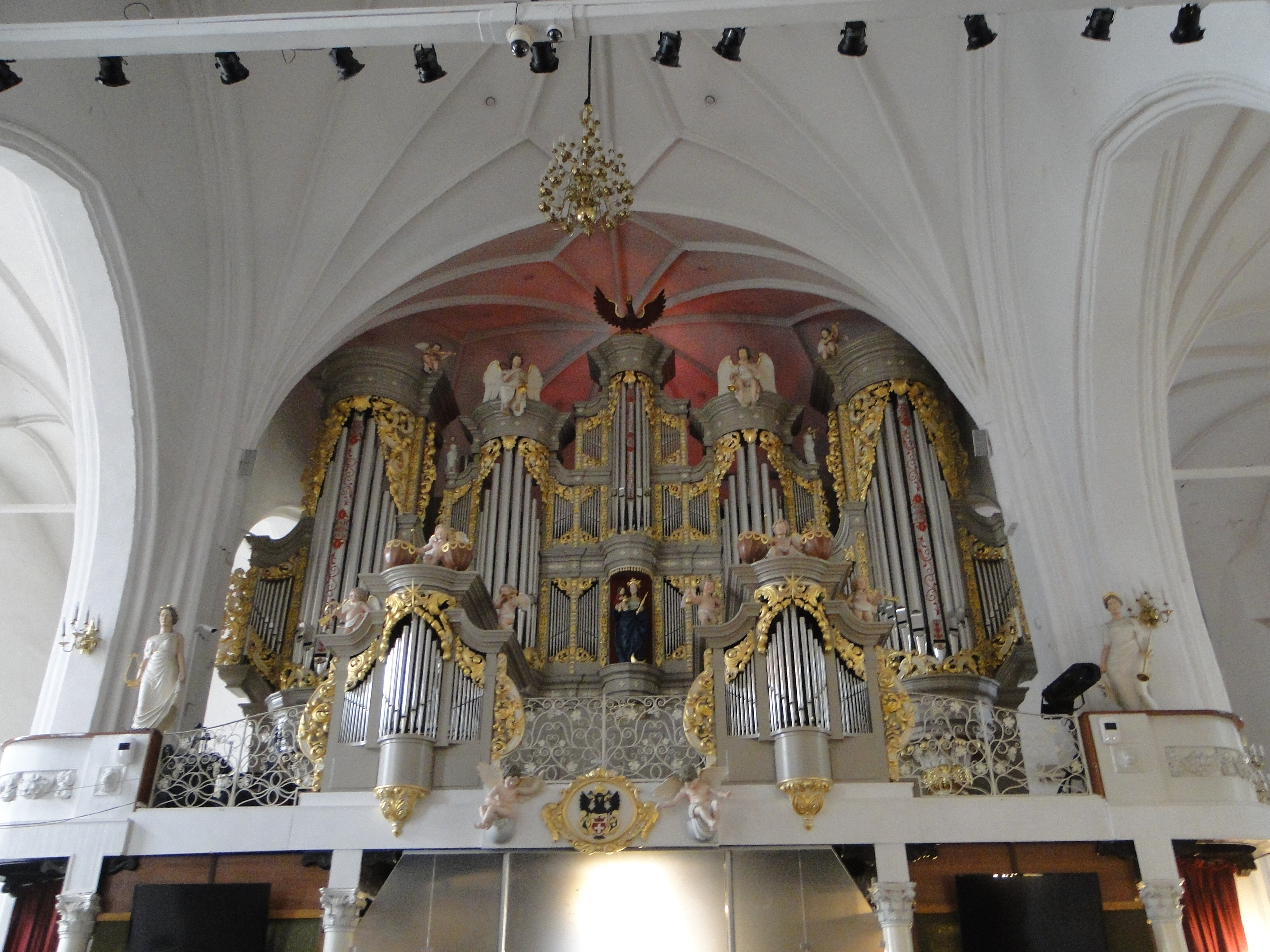
El nuevo órgano
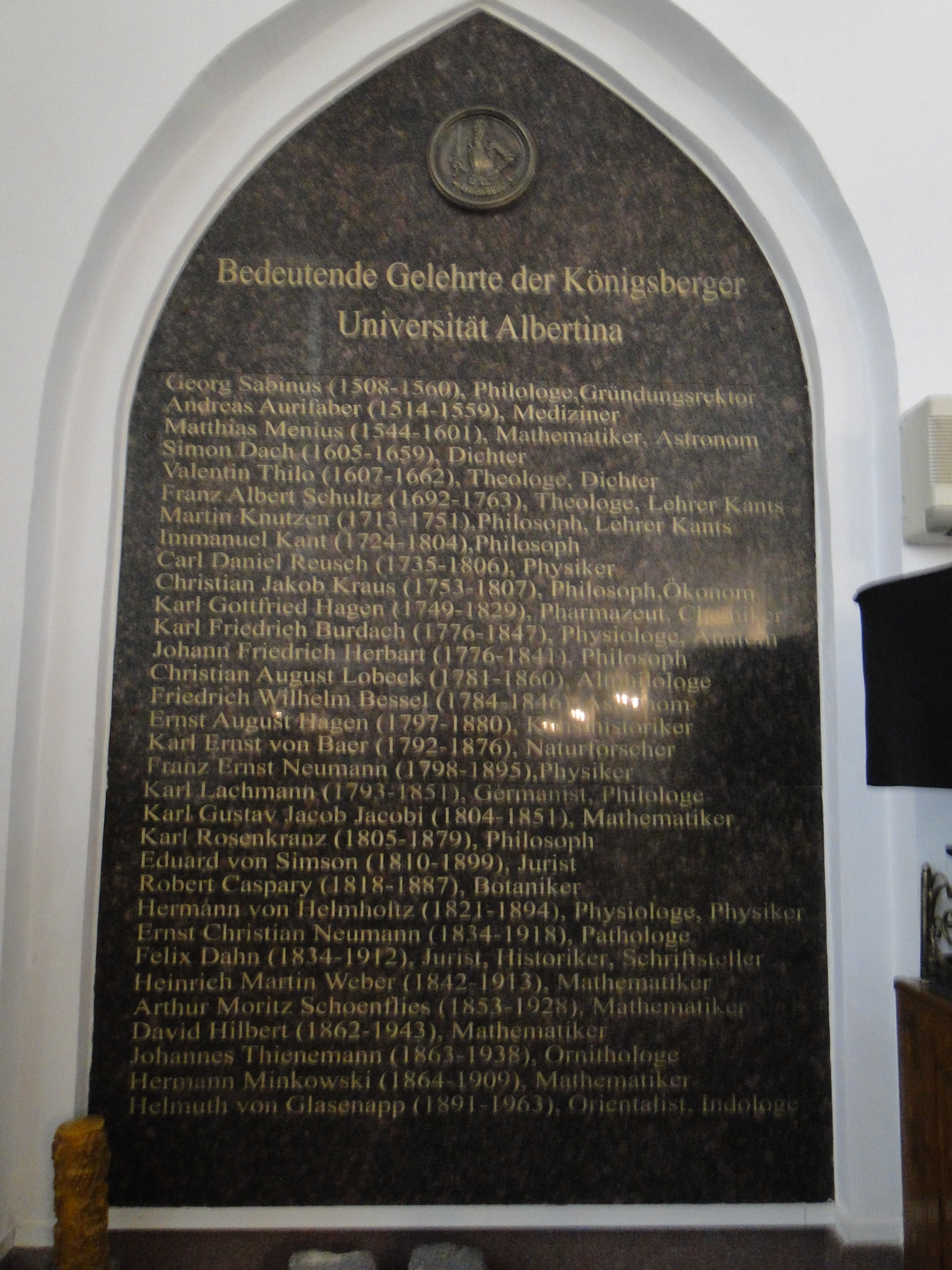
La lista de científicos destacados de la Universidad de Königsberg en la catedral
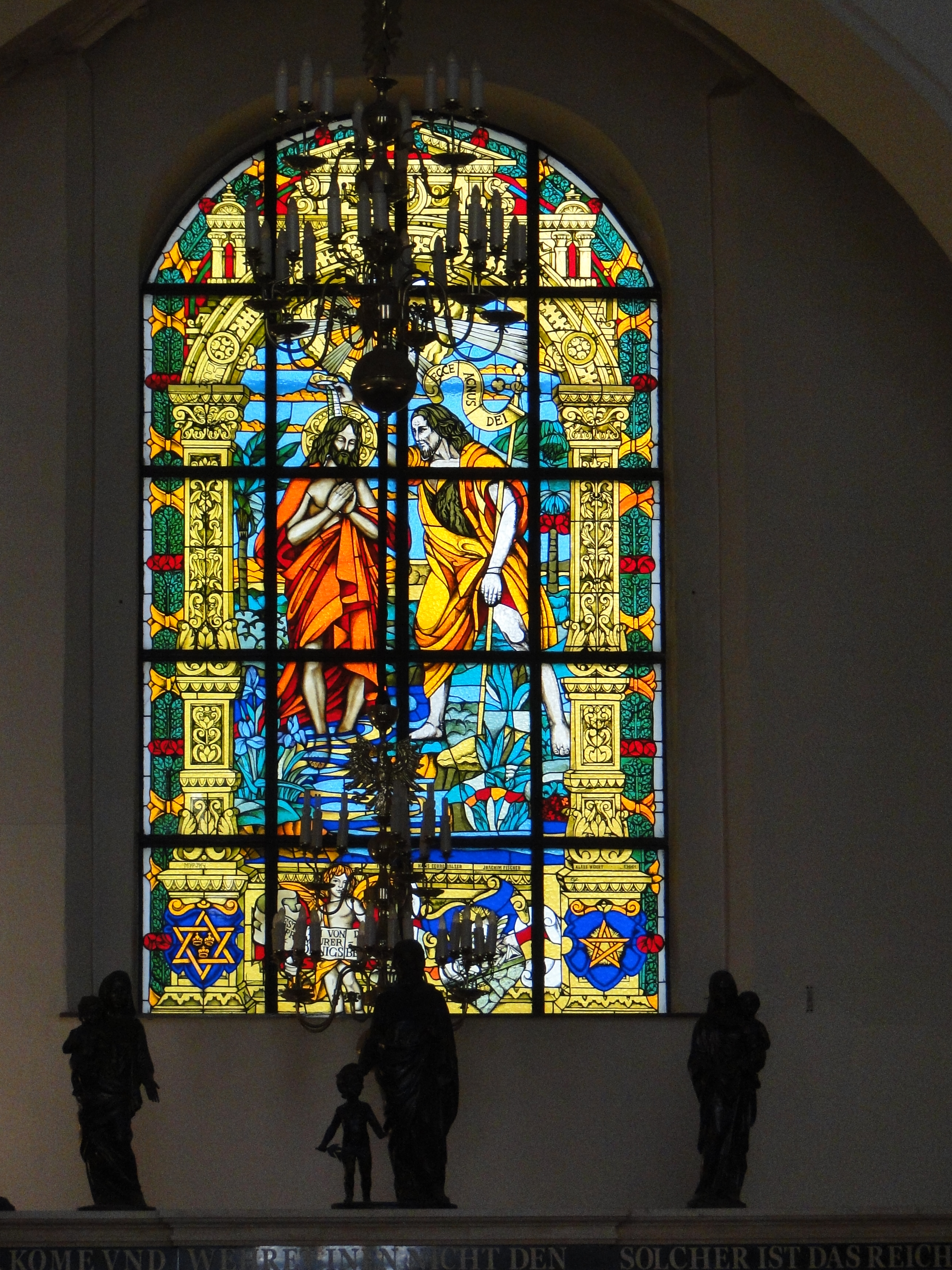
Ventana de vidrio restaurada

## Tumba de Kant

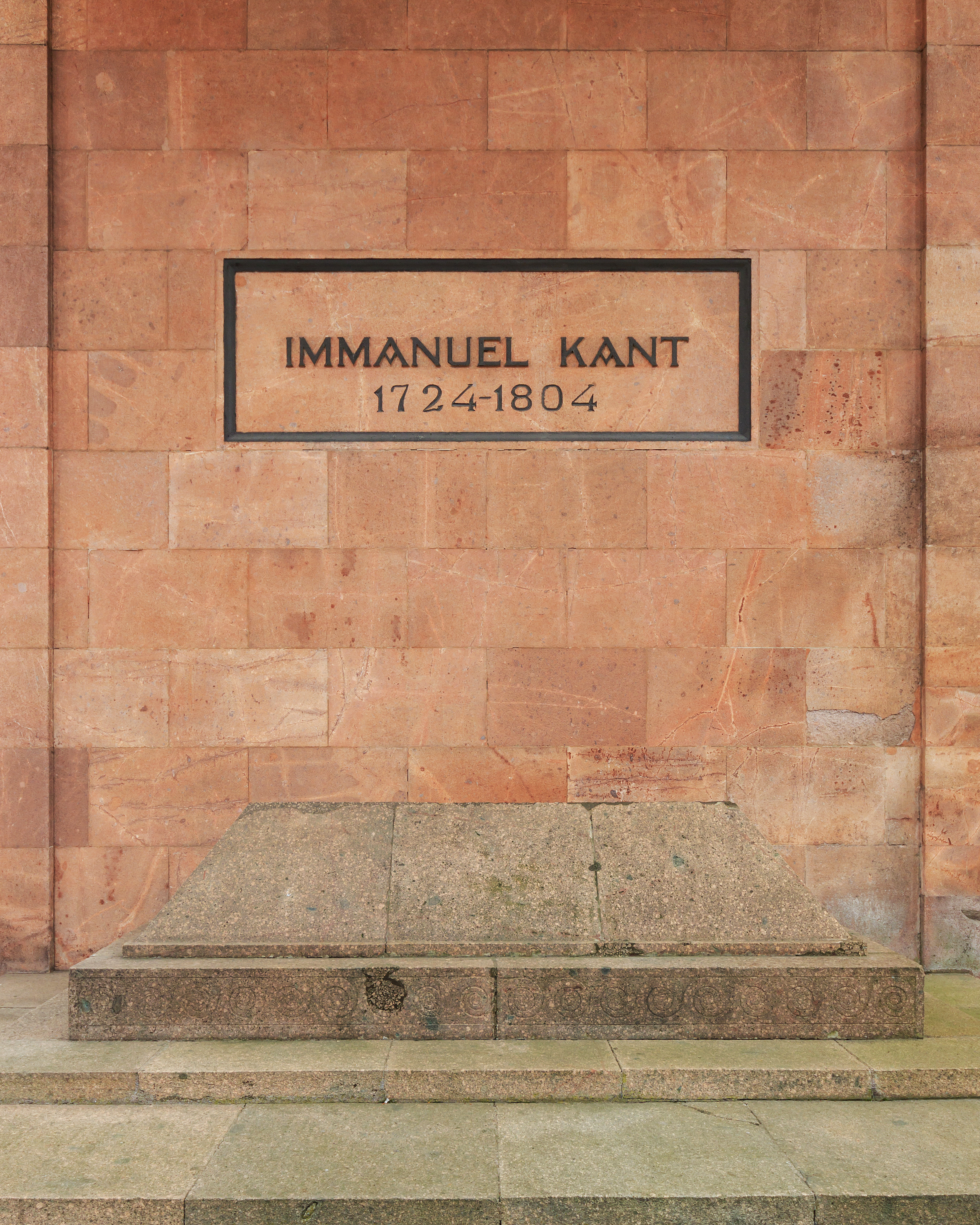
Tumba de Kant

La tumba del filósofo Immanuel Kant, el "Sabio de Königsberg", se encuentra hoy en un mausoleo contiguo a la esquina noreste de la catedral. El mausoleo fue construido por el arquitecto Friedrich Lahrs y fue terminado en 1924 a tiempo para el bicentenario del nacimiento de Kant. Originalmente, Kant fue enterrado en el interior de la catedral, pero en 1880 sus restos fueron trasladados al exterior y colocados en una capilla neogótica contigua a la esquina noreste de la catedral. Con el paso de los años, la capilla se dilapidó antes de ser demolida para dar paso al mausoleo, que fue construido en el mismo lugar, donde se encuentra hoy.